# 12 (tal)
|  | For den russiske film, se 12 (film fra 2007) |
12 (tolv) er:
- Det naturlige tal efter 11, derefter følger 13
- Et heltal
- Et lige tal
- Et harshad-tal
- Et excessivt tal
- Et sammensat tal

Ordet "tolv" er sammensat af talordet to og et ord beslægtet med "at levne", egentlig "to levnet over".  På gammelengelsk hed det twelf, ordret two left (over ten), norrønt tolf.  Den indoeuropæiske rod er *liqw (= at blive til overs, være levnet) som man genfinder i latin linquere (= at lade tilbage) og reliquae (= levninger, rester), som er ophav til ordet "relikvie".  På germansk blev det *twalibi (= to til overs - altså efter ti). Ordstammen var *lib (= rest, levning), fra verbet *liban (= at forblive, være klæbrig), beslægtet med "lim" og vores verb "at [for]blive";  også med "klæder", som jo "klæber" (sidder) til kroppen, og "kløver", som har en klistret saft; samt engelsk clay (= ler), som man i gammel tid klinede på væggene for at tætte dem.

## I matematik
- 12 er det mindste tal som er deleligt med alle tal op til 4.
- 12 består af cifrene 1 og 2 som er de første to naturlige tal hvor tværsummen af 12 giver 3, hvilket er det tredje naturlige tal.
- 12 er antallet af pentominoer, polyominoer sammensat af 5 kvadrater.
- En dodekagon er en polygon med 12 sider.
- En dodekaeder er et platonisk legeme med 12 femkantede flader.
- Kvadratet på 12 er det 12. fibonacci-tal.
- 212 + 212 + 312 er et primtal, hvor 2 * 2 * 3 = 12.
- I en billion er der 12 nuller.
- De første 12 decimaler i det gyldne snit summer op til 66, hvor tværsummen af 66 giver 12.

## I kemi
- Grundstoffet magnesium har atomnummer 12.

## Andet
Der er:
- 12 i et dusin, 12 dusin er et gros.
- 12 disciple.
- 12 måneder i et år.
- 12 stjernetegn i dyrekredsen.
- 12 riddere om det runde bord.
- 12 nævninge.
- 12 billedkort i et kortspil.
- 12 imamer ifølge shia muslimerne.
- I Islam havde profeten Jacob 12 sønner.
- 12 forskellige tal på et traditionelt vægur (tallene fra 1-12).
- 12 prikker i alt på den højeste dominobrik.